# Coronelaps lepidus
Genre
Espèce
Synonymes
- Elapomorphus lepidus Reinhardt, 1861
- Elapomorphus coronatus Sauvage, 1877

Coronelaps lepidus, unique représentant du genre Coronelaps, est une espèce de serpents de la famille des Dipsadidae.

## Répartition
Cette espèce est endémique du Brésil. Elle se rencontre dans les États du Ceará, de Bahia, d'Espírito Santo, du Minas Gerais et de Rio de Janeiro.

## Publications originales
- Reinhardt, 1861 "1860" : Herpetologiske Middelelser. II. Beskrivelser af nogle nye til Calamariernes Familie henhörende Slänger. Videnskabelige meddelelser fra den Naturhistoriske forening i Kjöbenhavn, vol. 1860, p. 229-250 (texte intégral).
- Lema & Deiques, 2010 : Description of a new genus for allocation of Elapomorphus lepidus and the status of Elapo- morphus wuchereri (Serpentes: Dipsadidae: Xenodontinae: Elapomorphini). Neotropical Biology and Conservation, vol. 5, no 2, p. 113–119.